# Mirbelia
Mirbelia là một chi thực vật thuộc họ Fabaceae. Nó là loài đặc hữu của Úc, hiện diện ở mỗi bang lục địa trừ Nam Úc.

## Các loài
- Mirbelia aotoides F. Muell.
- Mirbelia baueri (Benth.) J. Thompson
- Mirbelia confertiflora Pedley
- Mirbelia densiflora C.A.Gardner
- Mirbelia depressa E. Pritz.
- Mirbelia dilatata R. Br. - Holly-leaved Mirbelia
- Mirbelia floribunda Benth. - Purple Mirbelia
- Mirbelia granitica Crisp & J.M. Taylor
- Mirbelia longifolia C.A.Gardner
- Mirbelia microphylla (Turcz.) Benth.
- Mirbelia multicaulis (Turcz.) Benth.
- Mirbelia ovata  Meisn.
- Mirbelia oxylobioides F.Muell. - Mountain Mirbelia
- Mirbelia pungens A.Cunn. ex G. Don - Prickly Mirbelia
- Mirbelia racemosa Turcz.
- Mirbelia ramulosa (Benth.) C.A.Gardner
- Mirbelia rhagodioides Crisp & J.M.Taylor
- Mirbelia reticulata Sm.
- Mirbelia rubiifolia (Andr.) G.Don - Heathy Mirbelia
- Mirbelia seorsifolia  (F.Muell.) C.A.Gardner
- Mirbelia speciosa  Sieber ex DC.
- Mirbelia spinosa  (Benth.) Benth.
- Mirbelia viminalis (A. Cunn. ex Benth.) C.A.Gardner

## Hình ảnh

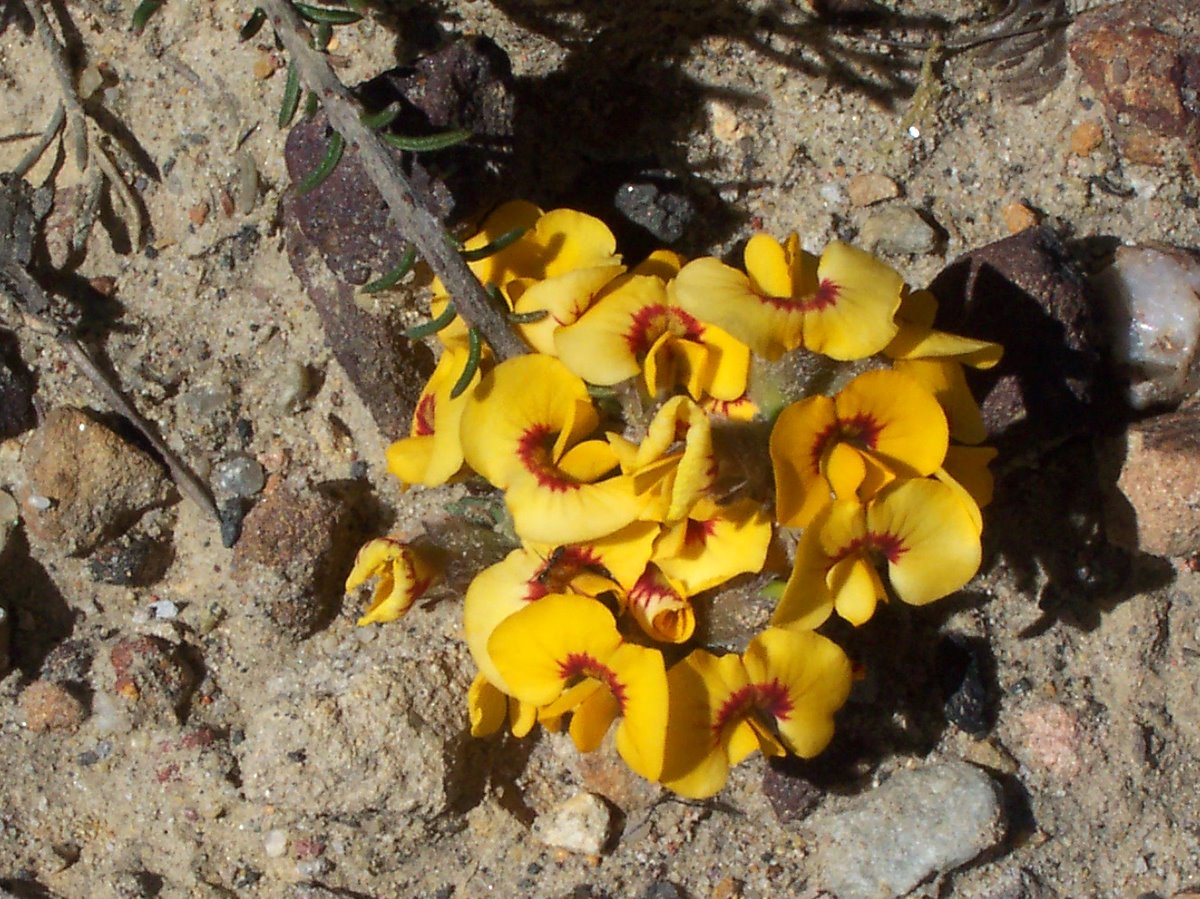
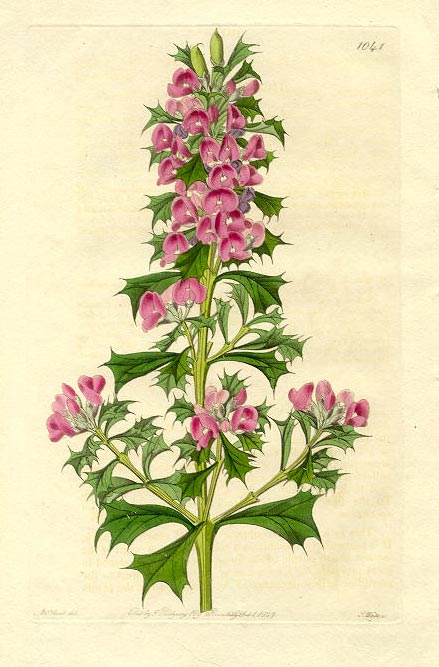
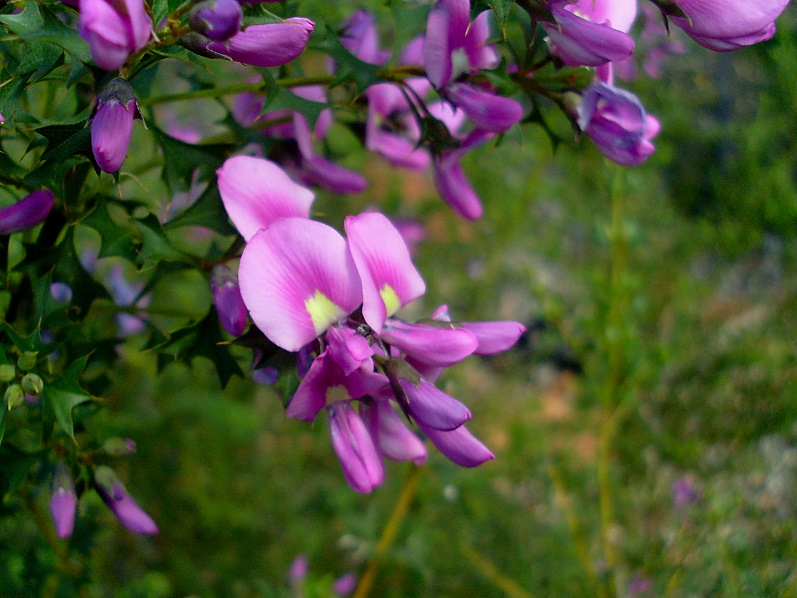
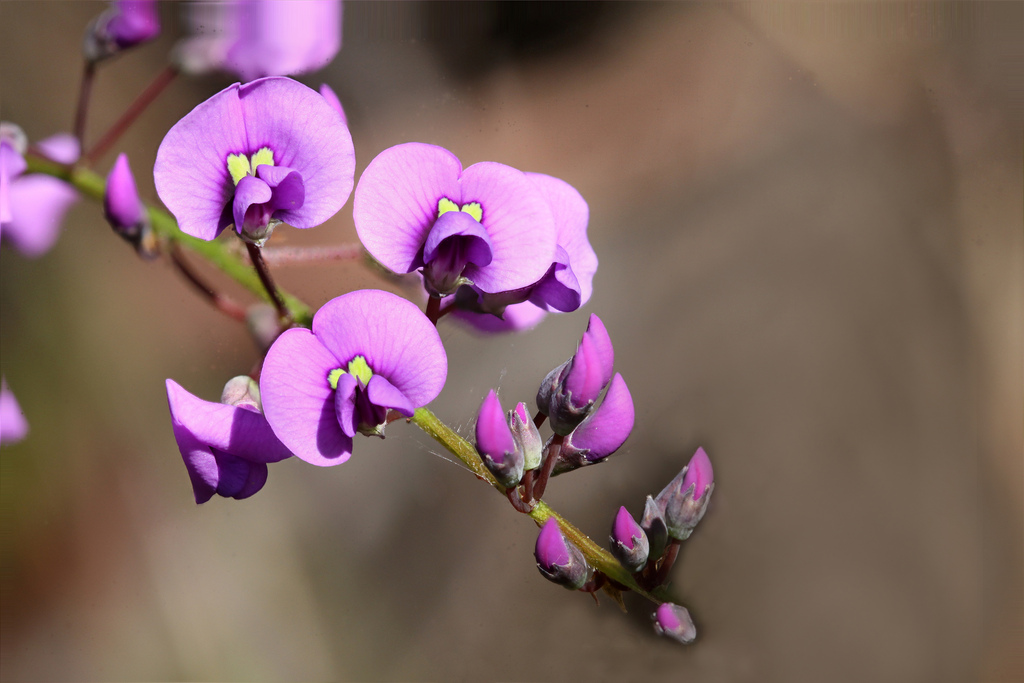